# Раковые озёра
Раковые озёра — государственный природный заказник. Расположен на территории Выборгского района Ленинградской области, в 25 км к юго-востоку от Выборга, между посёлками Стрельцово, Климово и Гранитное. Площадь заказника — 10,5 тыс. га.

## История
Заказник «Раковые озёра» создан решением исполнительного комитета Ленинградского областного Совета народных депутатов от 29 марта 1976 года с целью охраны мест обитания водоплавающих птиц, птиц на пролёте и гнездовании. Название заказника происходит имени лётчика Василия Ракова, участника Советской-финской войны.
В 1996 году профиль заказника был изменён с орнитологического на комплексный. Постановлением правительства Ленинградской области от 24 февраля 2010 года этот статус был подтверждён.

## Физико-географическое описание
Территория заказника находится в центральной части Карельского перешейка. В его основе лежат озёра Большое и Малое Раковые, которые образовались из озера Яюряпяянъярви, ранее соединявшегося с рекой Вуоксой и обмелевшего после создания Лосевской протоки в 1857 году, а также озеро Охотничье. Все озёра здесь имеют ледниковое происхождение. Это неглубокие и хорошо прогреваемые водоёмы. Их берега обильно поросли тростником и другими водными растениями.
Большое Раковое озеро имеет площадь около 12 км². Оно отличается большим изломом береговой линии, обилием узких заливов, бухт и горловин. Его наибольшая глубина не превышает 1 метра. Дно выстилает толстый слой ила, легко взмучивающийся от ветра, отчего прозрачность воды низкая. Площадь Малого Ракового озера — 0,6 км². 
Заказник является примером современного заболачивания водоёмов, обусловленного антропогенными факторами из-за которых скорость процессов намного выше, чем при естественных условиях. 
Озера и прилегающие к ним болота окружены сосновыми лесами. В Красную книгу Российской Федерации занесены два вида сосудистых растений: прострелы весенний и луговой (Pulsatilla vernalis и P. pratensis) и один вид грибов – спарассис курчавый (Sparassis crispa); 
Территория заказника выступаем местом обитания и кормовой базой для водоплавающих и околоводных птиц. В периоды миграции и размножения здесь можно встретить уток, лебедей-кликунов и малых лебедей, чаек, крачек — более 30 видов водоплавающих. Всего же здесь встречается не менее 227 видов птиц. На Раковых озерах встречается 17 видов птиц, занесённых в Красную книгу Российской Федерации и большинство видов птиц, занесённых в Красную книгу Ленинградской области: серощёкая поганка (Podiceps griseigena), большая выпь (Botaurus stellaris), орлан-белохвост (Haliaeetusи albicilla), сапсан (Falco peregrinus). Из наземных позвоночных животных в заказнике отмечены обыкновенный уж (Natrix natrix) и два вида млекопитающих.
Озёра выступают местом нерестилища и нагула рыб.

## Антропогенное воздействие и туризм
На территории заказника запрещается: самовольная рубка деревьев и кустарников; посещение и пребывание на озёрах и их береговой зоне (200 м) в период гнездования и массовых миграций птиц с 1 апреля по 15 июля; движение на Большом Раковом и Охотничьем озерах на катерах и лодках с моторами, водных мотоциклах; весенняя охота на водоплавающую дичь, зимняя охота на волков с использованием капканов и отравленных приманок.
Статус заказника допускает любительское и спортивное рыболовство с определёнными ограничениями.
На территории заказника оборудованы два эко-маршрута: «Память Зимней войны» (1,9 км), затрагивающий часть Линии Маннергейма, остатки которой расположены юго-восточнее Охотничьего озера, и «Раковые озёра» (8,3 км), представляющий обзор всех водоёмов в различной стадии зарастания.
Отдельное место в работе заказника занимает проведение детских экологических экспедиций. Здесь сооружена орнитологическая вышка, откуда дети могут вести наблюдения за птицами.